# Matthew Wilder

Matthew Wilder, 2020

Matthew Wilder (* 24. Januar 1953 in New York; eigentlich Matthew Weiner) ist ein US-amerikanischer Musiker, der durch seinen internationalen Charterfolg Break My Stride aus dem Jahr 1983 bekannt wurde.

## Leben und Karriere
Wilder war in den 1970er Jahren eine Hälfte der „Greenwich Village Folk Group Matthew & Peter“. 1978 zog er nach Los Angeles, um dort für diverse Fernsehwerbespots zu singen. Auch als Backgroundsänger bei Rickie Lee Jones und Bette Midler war er zu hören.
Den Durchbruch erlangte Wilder mit seinem Debütalbum I Don’t Speak the Language im Jahr 1983. Es erreichte Platz 49 in den US-Billboard-Charts, die erfolgreichste Auskopplung, Break My Stride, stieg sogar auf Platz fünf der US-Charts. Auch international wurde das Lied ein großer Erfolg und erreichte unter anderem Platz vier in Großbritannien, Platz sieben in Deutschland, Platz acht in Österreich und Platz 22 in der Schweiz. Bei den Folgesingles und -alben blieb der Erfolg aus.
Trotz des fehlenden Erfolgs seiner Solokarriere blieb Wilder der Musikbranche treu und bewies sich fortan als erfolgreicher Songwriter und Plattenproduzent. Er schrieb Songs für No Doubt, 702, Christina Aguilera, Kelly Clarkson und Joanna, synchronisierte „Ling“ im Disney-Film Mulan (1998) und trug zum Soundtrack bei. Wilder produzierte Songs für den australischen Singer-Songwriter Mig Ayesa und für Hayden Panettiere.

## Diskografie

### Studioalben
| Jahr | Titel                      | Höchstplatzierung, Gesamtwochen, AuszeichnungChartplatzierungen (Jahr, Titel, Platzierungen, Wochen, Auszeichnungen, Anmerkungen) | Höchstplatzierung, Gesamtwochen, AuszeichnungChartplatzierungen (Jahr, Titel, Platzierungen, Wochen, Auszeichnungen, Anmerkungen) | Anmerkungen                        |
| Jahr | Titel                      | DE | US | Anmerkungen                        |
| ---- | -------------------------- | --- | --- | ---------------------------------- |
| 1983 | I Don’t Speak the Language | DE59 (4 Wo.)DE | US49 (16 Wo.)US | Erstveröffentlichung: 1. Juli 1983 |
| 1984 | Bouncin’ Off the Walls     | — | — |                                    |

### Kompilationen
- 1999: I Don’t Speak the Language / Bouncin’ Off the Walls

### Soundtracks
- 1998: Disney’s Mulan (mit David Zippel und Jerry Goldsmith)

### Singles
| Jahr | Titel Album                                   | Höchstplatzierung, Gesamtwochen, AuszeichnungChartplatzierungen (Jahr, Titel, Album, Platzierungen, Wochen, Auszeichnungen, Anmerkungen) | Höchstplatzierung, Gesamtwochen, AuszeichnungChartplatzierungen (Jahr, Titel, Album, Platzierungen, Wochen, Auszeichnungen, Anmerkungen) | Höchstplatzierung, Gesamtwochen, AuszeichnungChartplatzierungen (Jahr, Titel, Album, Platzierungen, Wochen, Auszeichnungen, Anmerkungen) | Höchstplatzierung, Gesamtwochen, AuszeichnungChartplatzierungen (Jahr, Titel, Album, Platzierungen, Wochen, Auszeichnungen, Anmerkungen) | Höchstplatzierung, Gesamtwochen, AuszeichnungChartplatzierungen (Jahr, Titel, Album, Platzierungen, Wochen, Auszeichnungen, Anmerkungen) | Anmerkungen                                                |
| Jahr | Titel Album                                   | DE | AT | CH | UK | US | Anmerkungen                                                |
| ---- | --------------------------------------------- | --- | --- | --- | --- | --- | ---------------------------------------------------------- |
| 1983 | Break My Stride I Don’t Speak the Language    | DE7 (13 Wo.)DE | AT8 (8 Wo.)AT | CH22 (6 Wo.)CH | UK4 Platin · (13 Wo.)UK | US5 (29 Wo.)US | Erstveröffentlichung: 31. Oktober 1983 Verkäufe: + 730.000 |
| 1984 | The Kid’s American I Don’t Speak the Language | DE35 (8 Wo.)DE | — | — | UK93 (1 Wo.)UK | US33 (13 Wo.)US |                                                            |
| 1984 | Bouncin’ Off the Wall Bouncin’ Off the Walls  | — | — | — | — | US52 (9 Wo.)US |                                                            |

### Autorenbeteiligungen und Produktionen
| Jahr | Titel Interpretation                              | Höchstplatzierung, Gesamtwochen, AuszeichnungChartplatzierungen (Jahr, Titel, Interpretation, Platzierungen, Wochen, Auszeichnungen, Anmerkungen) | Höchstplatzierung, Gesamtwochen, AuszeichnungChartplatzierungen (Jahr, Titel, Interpretation, Platzierungen, Wochen, Auszeichnungen, Anmerkungen) | Höchstplatzierung, Gesamtwochen, AuszeichnungChartplatzierungen (Jahr, Titel, Interpretation, Platzierungen, Wochen, Auszeichnungen, Anmerkungen) | Höchstplatzierung, Gesamtwochen, AuszeichnungChartplatzierungen (Jahr, Titel, Interpretation, Platzierungen, Wochen, Auszeichnungen, Anmerkungen) | Höchstplatzierung, Gesamtwochen, AuszeichnungChartplatzierungen (Jahr, Titel, Interpretation, Platzierungen, Wochen, Auszeichnungen, Anmerkungen) | Anmerkungen           |
| Jahr | Titel Interpretation                              | DE | AT | CH | UK | US | Anmerkungen           |
| --- | ------------------------------------------------- | --- | --- | --- | --- | --- | --------------------- |
| 1990 | Wild Women Do Natalie Cole                        | — | — | — | UK16 (7 Wo.)UK | US34 (10 Wo.)US |                       |
| 1996 | Just a Girl No Doubt                              | DE24 (14 Wo.)DE | AT21 (5 Wo.)AT | CH31 (13 Wo.)CH | UK3 (9 Wo.)UK | US23 (19 Wo.)US | Verkäufe: + 75.000    |
| 1996 | Don’t Speak No Doubt                              | DE2 Platin · (25 Wo.)DE | AT2 Gold · (16 Wo.)AT | CH1 Platin · (28 Wo.)CH | UK1 ×2Doppelplatin · (21 Wo.)UK | US— ×2DoppelplatinUS | Verkäufe: + 4.325.000 |
| 1996 | Break My Stride Unique II                         | — | AT1 Platin · (26 Wo.)AT | — | — | — | Verkäufe: + 127.500   |
| 1997 | Can’t Nobody Hold Me Down Puff Daddy feat. Ma$e   | DE23 (21 Wo.)DE | — | CH37 (2 Wo.)CH | UK19 (6 Wo.)UK | US1 ×2Doppelplatin · (17 Wo.)US | Verkäufe: + 2.000.000 |
| 1997 | Spiderwebs No Doubt                               | — | — | — | UK16 (3 Wo.)UK | US— PlatinUS | Verkäufe: + 1.000.000 |
| 1998 | True to Your Heart 98 Degrees feat. Stevie Wonder | DE52 (9 Wo.)DE | — | CH25 (11 Wo.)CH | UK51 (2 Wo.)UK | — |                       |
| 2002 | Beauty on the Fire Natalie Imbruglia              | — | — | — | UK26 (2 Wo.)UK | — |                       |
| 2004 | Break My Stride Blue Lagoon                       | DE2 Gold · (18 Wo.)DE | AT6 (16 Wo.)AT | CH15 (15 Wo.)CH | — | — | Verkäufe: + 150.000   |
| 2013 | Break My Stride Bodybangers feat. Tony T.         | DE90 (1 Wo.)DE | AT62 (1 Wo.)AT | — | — | — |                       |
| Folgende Lieder erschienen nicht als Single, wurden aber durch das Album zum Download und Streaming bereitgestellt und konnten somit eine Platzierung erlangen: |                                                   | | | | | |                       |
| |                                                   | | | | | |                       |
| 2007 | G.N.O. (Girl’s Night Out) Miley Cyrus             | — | — | — | — | US91 (2 Wo.)US |                       |

## Auszeichnungen für Musikverkäufe
| Goldene Schallplatte - Australien - 2020: für die Single Break My Stride - Dänemark - 2021: für die Single Break My Stride - Frankreich - 1997: für die Produktion Don’t Speak (No Doubt) - Italien - 2018: für die Produktion Don’t Speak (No Doubt) - Kanada - 1984: für die Single Break My Stride - Neuseeland - 1997: für die Autorenbeteiligung Break My Stride (Unique II) - Niederlande - 1996: für die Produktion Don’t Speak (No Doubt) - Norwegen - 1997: für die Produktion Just a Girl (No Doubt) - Schweden - 1997: für die Produktion Don’t Speak (No Doubt) | Platin-Schallplatte - Australien - 1997: für die Produktion Just a Girl (No Doubt) - 1997: für die Autorenbeteiligung Break My Stride (Unique II) - Belgien - 1997: für die Produktion Don’t Speak (No Doubt) 2× Platin-Schallplatte - Australien - 1997: für die Produktion Don’t Speak (No Doubt) - Norwegen - 1997: für die Produktion Don’t Speak (No Doubt) |

Anmerkung: Auszeichnungen in Ländern aus den Charttabellen bzw. Chartboxen sind in ebendiesen zu finden.
| Land/RegionAuszeichnungen für Musikverkäufe (Land/Region, Auszeichnungen, Verkäufe, Quellen) | Gold       | Platin       | Verkäufe  | Quellen                     |
| -------------------------------------------------------------------------------------------- | ---------- | ------------ | --------- | --------------------------- |
| Australien (ARIA)                                                                            | Gold1      | 4× Platin4   | 315.000   | aria.com.au AU2             |
| Belgien (BRMA)                                                                               | —          | Platin1      | 50.000    | ultratop.be                 |
| Dänemark (IFPI)                                                                              | Gold1      | —            | 45.000    | ifpi.dk                     |
| Deutschland (BVMI)                                                                           | Gold1      | Platin1      | 650.000   | musikindustrie.de           |
| Frankreich (SNEP)                                                                            | Gold1      | —            | 250.000   | infodisc.fr snepmusique.com |
| Italien (FIMI)                                                                               | Gold1      | —            | 25.000    | fimi.it                     |
| Kanada (MC)                                                                                  | Gold1      | —            | 50.000    | musiccanada.com             |
| Neuseeland (RMNZ)                                                                            | Gold1      | —            | 7.500     | aotearoamusiccharts.co.nz   |
| Niederlande (NVPI)                                                                           | Gold1      | —            | 50.000    | nvpi.nl                     |
| Norwegen (IFPI)                                                                              | Gold1      | —            | 5.000     | ifpi.no                     |
| Österreich (IFPI)                                                                            | Gold1      | Platin1      | 75.000    | ifpi.at                     |
| Schweden (IFPI)                                                                              | Gold1      | —            | 15.000    | sverigetopplistan.se        |
| Schweiz (IFPI)                                                                               | —          | Platin1      | 50.000    | hitparade.ch                |
| Vereinigte Staaten (RIAA)                                                                    | —          | 5× Platin5   | 5.000.000 | riaa.com                    |
| Vereinigtes Königreich (BPI)                                                                 | —          | 3× Platin3   | 1.800.000 | bpi.co.uk                   |
| Insgesamt                                                                                    | 11× Gold11 | 16× Platin16 |           |                             |